# Уаироа (река, Нортленд)

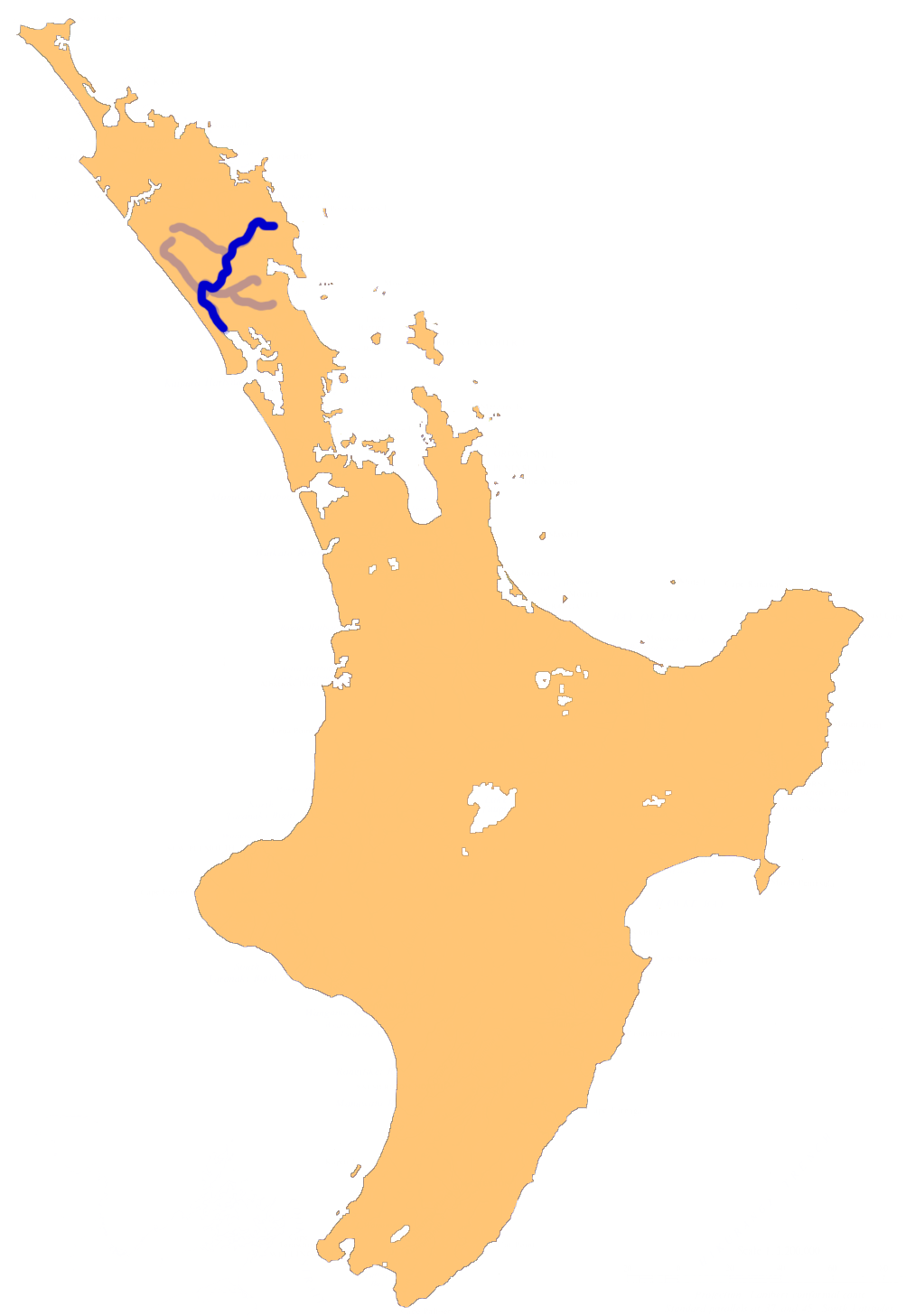
Река на карте Северного острова

Уаироа (англ. Wairoa, Northern Wairoa River) — самая крупная река региона Нортленд в Новой Зеландии, которая на протяжении 150 километров течёт через северную часть полуострова Окленд. Образуется при слиянии рек Мангакахиа и Уаируа к северо-востоку от города Даргавилл. Река течёт сначала на юго-запад (до Даргавилла), а затем на протяжении 40 км на юго-восток. Впадает в бухту Каипара. Водосборный бассейн Уаироа занимает 3650 км², то есть 29 % территории Нортленда. Притоки — Каиху, Авакино и Танговахине.
Исторически река протекала через леса эндемичного дерева каури, которые прибывшие на Северный остров европейцы вырубили под поля; на берегах Уаироа располагалось множество лесопилок. По состоянию на 2010 год с момента высадки европейцев на северной оконечности острова сохранилось не более 5 % каури. На берегах сохраняются заболоченные участки с ногоплодником дакридиевидным и другими подокарповыми.
Берега реки населяли иви Те-Ророа, хапу Те-Попото и Те-Ури-о-Хау иви Нгати-Фатуа, они собирали на берегу моллюсков Paphies ventricosa, которых подавали на хуи и танги, а с XX века — также на продажу.
По реке проходили южная и восточная границы упразднённого графства Хобсон; нынешний округ Каипара Уаироа пересекает насквозь.